# Дослідження природи (альбом)
«Дослідження природи» — ілюстрований манускрипт XVI століття, в якому представлені природні сцени. Частина колекції імператора Священної Римської імперії Рудольфа II.
Альбом виготовлений з пергаменту і має розміри 48,7×36,1 см. Шкіряна обкладинка зеленого кольору. Зображення — згруповані тематично рослини, птахи, ссавці, комахи, риби, а також природні ландшафти.
Техніка малюнків надзвичайно різноманітна — від дуже простих креслень, до глибших досліджень та детальніших зображень. Частина тварин, зображених в альбомі, знаходиться в музеї Рудольфа II. Ймовірно, вони малювалися з натури. Ілюстрації розфарбовані пером і чорнилом, акварельними фарбами, темперою, а в деяких частинах використовується золото. Альбом складався кількома різними авторами.
Зберігається в Австрійській національній бібліотеці.

## Галерея

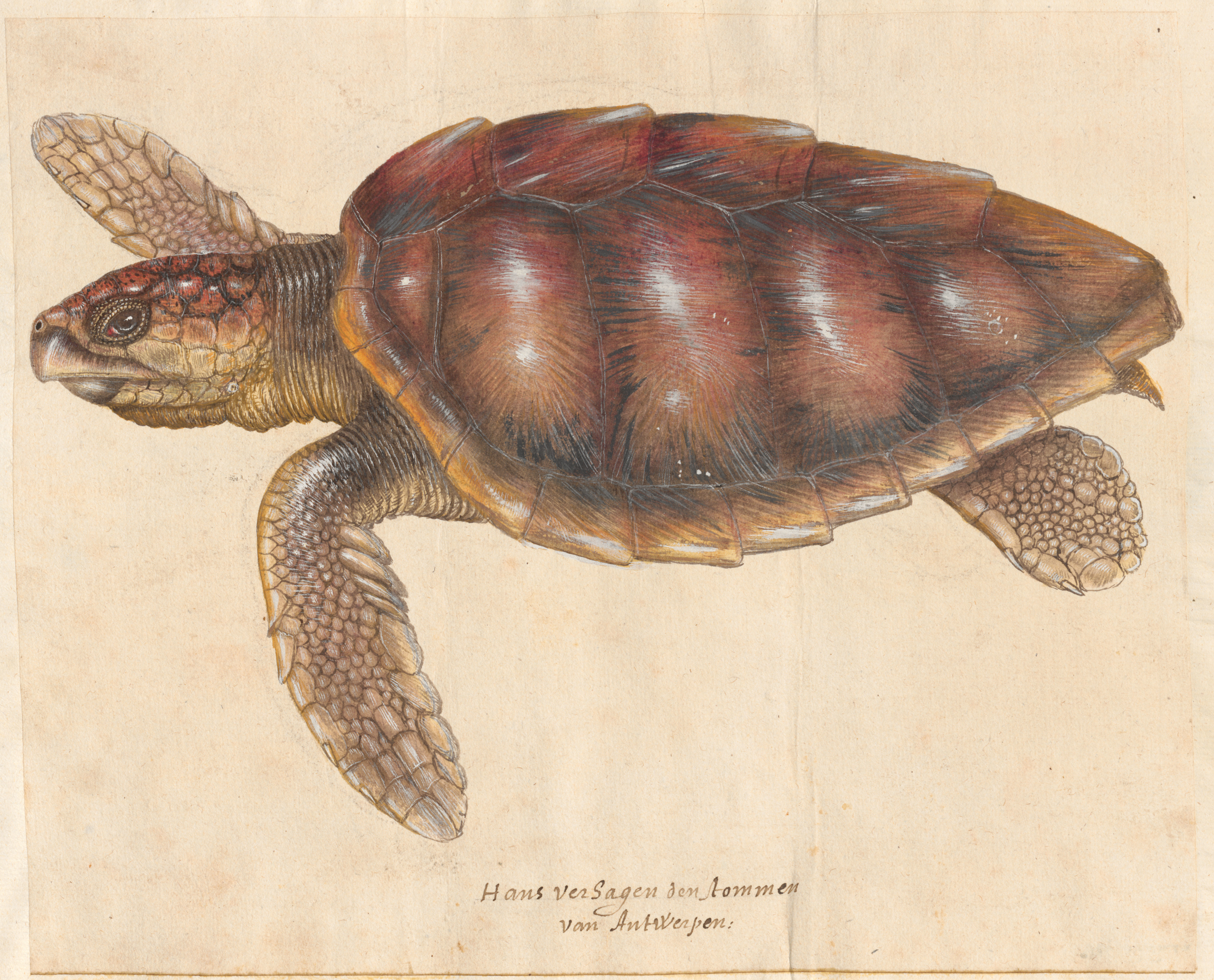
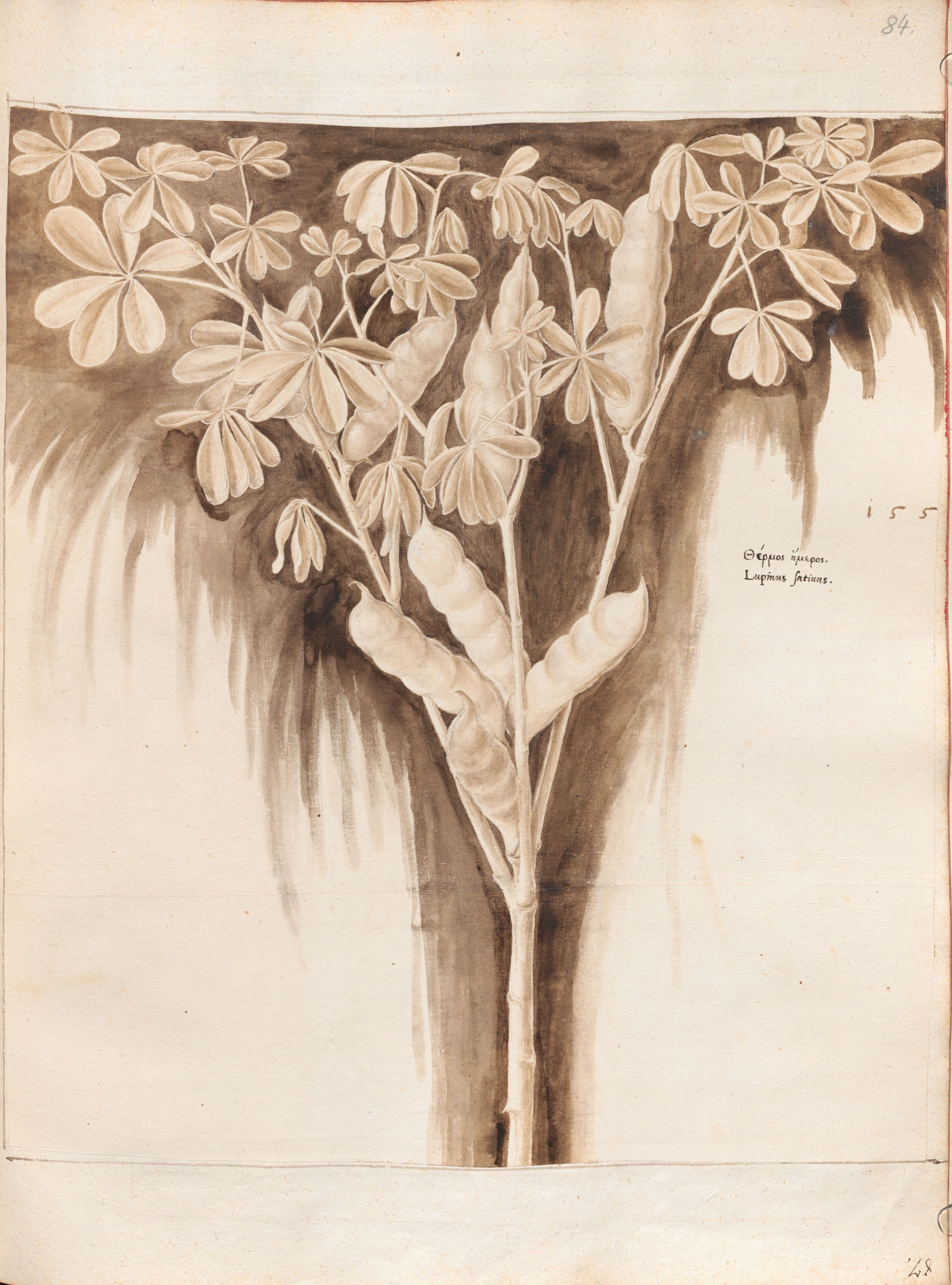
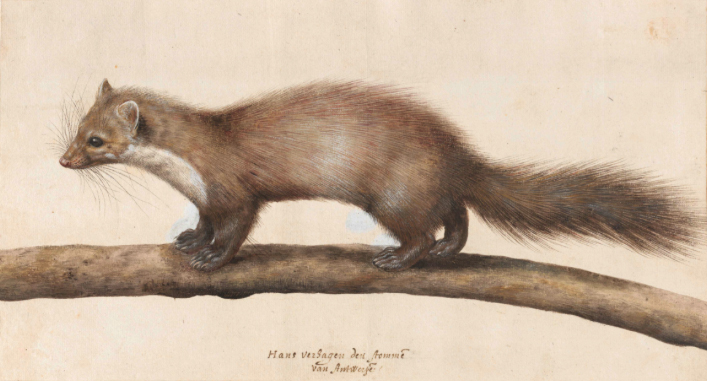
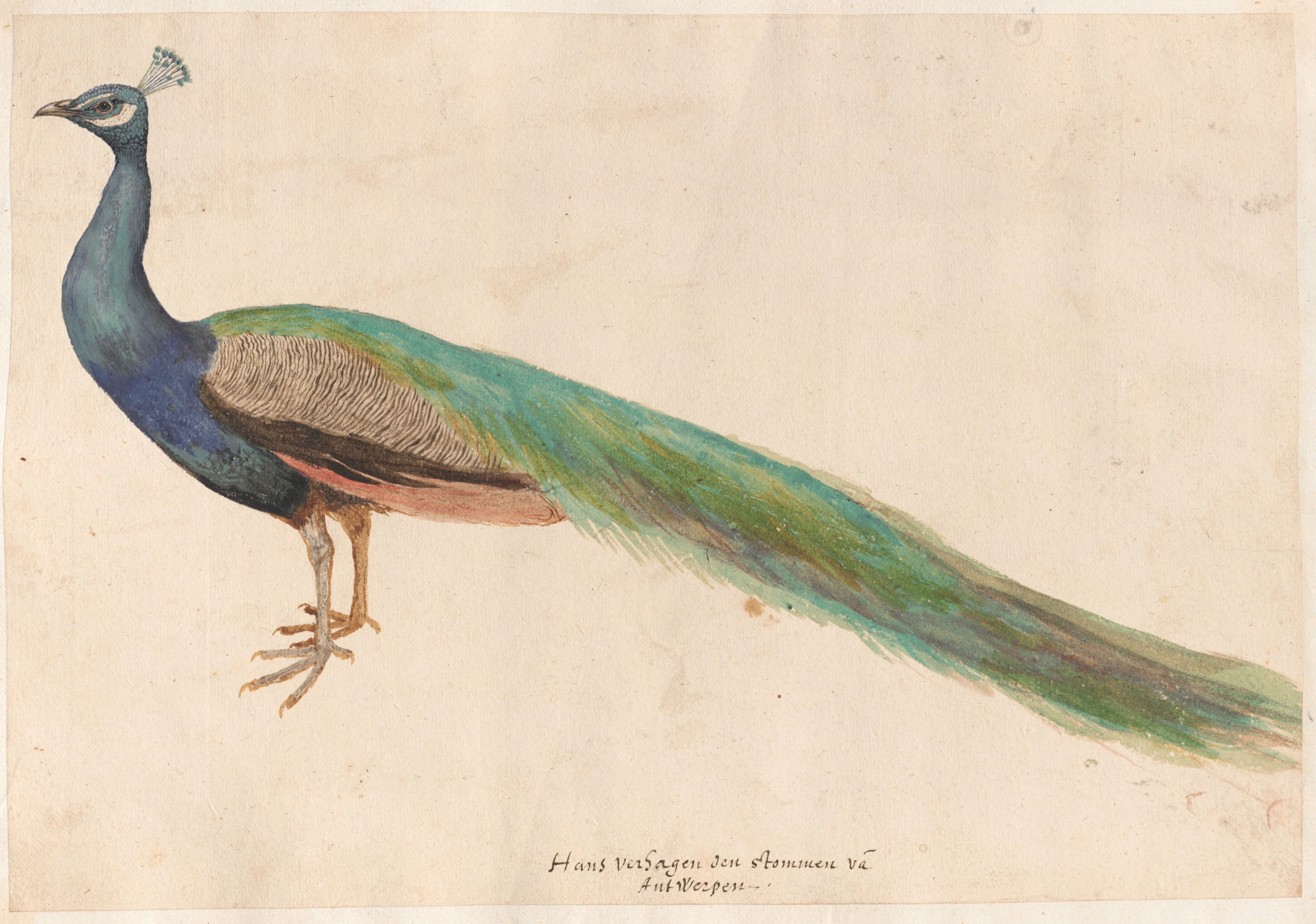